# Dorsa Yavarivafa
Dorsa Yavarivafa (persisch درسا یاوری‌وفا; * 31. Juli 2003 in Teheran) ist eine iranische Badmintonspielerin.

## Karriere
Dorsa Yavarivafa startete 2023 bei den Welsh International, den Irish Open und den Norwegian International im Dameneinzel. 2024 war sie bei den Lithuanian International, den Finnish International, den Portugal International und den Iceland International am Start, ebenfalls im  Dameneinzel.
2024 wurde sie per Wildcard für das Refugee Olympic Team für die Olympischen Sommerspiele in Paris nominiert. Im Dameneinzel schied sie dabei schon in der Vorrunde aus.